# Acetato
El anión acetato [C2H3O2]− es un carboxilato y es la base conjugada del ácido acético. El ion acetato se forma por la desprotonación del ácido acético:

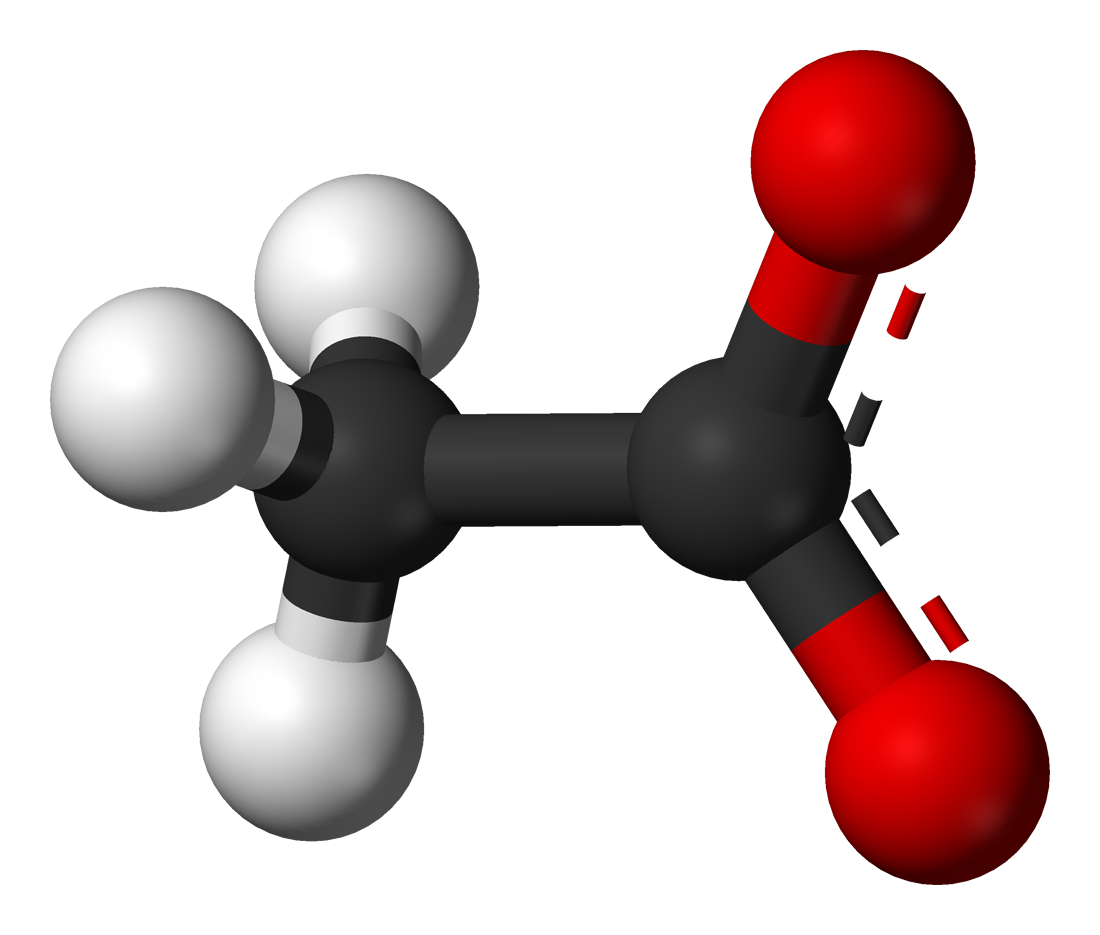
Estructura tridimensional del anión acetato.

{\displaystyle {\ce {CH3COOH{_{(s)}}+H2O{_{(l)}}->CH3COO{^{-}}{_{(aq)}}+H3O{^{+}}{_{(aq)}}}}}

## Ésteres del acetato
Un éster de acetato es un éster del ácido acético, con la fórmula general C2H3O2R, donde R es un grupo orgánico.

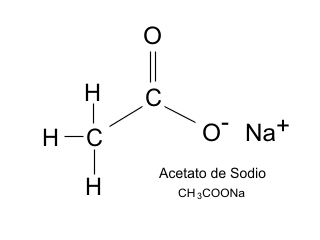
Composición química del acetato de sodio

Acetato puede referirse a acetato de celulosa, principalmente a fibras u otros productos derivados tales como el disco de acetato, usado en grabaciones de audio. El acetato de celulosa se encuentra en varios productos del hogar.
En bioquímica los precursores de los derivados del acetato son la acetil-CoA, que es la forma activa del acetato, y moléculas relacionadas como la malonil-CoA y la propionil-CoA. La ruta del acetato es fuente de muchos metabolitos secundarios.

## Acetato de hierro (III)
El acetato de hierro (III), también llamado antiguamente (hoy incorrecto) acetato férrico tiene la siguiente fórmula: Fe(C2H3O2)3. Compuesto parduzco soluble en agua. Se utiliza en barnices y como saborizante en chicles de menta. 

## Acetato de mercurio

### Acetato mercúrico
Hg(CH3COO) 2. Cristales blancos, sensibles a la luz; solubles en agua y en alcohol. Se emplea en medicina y como catalizador en síntesis orgánica.

### Acetato mercurioso
HgC2H3O2. Placas o escamas incoloras, que se descomponen por acción de la luz y por ebullición con agua; son solubles en los ácidos nítricos diluidos y ligeramente soluble en agua. Se denomina también acetato de mercurio.

## Acetato de plomo

### Acetato de plomo (II)
El acetato de plomo (II) es un compuesto cristalino derivado del ácido acético y el óxido de plomo (II). Es un compuesto cristalino con un ligero sabor dulce y muy peligroso por su alta toxicidad. Su fórmula es la siguiente: Pb(C2H3O2)2. Se utiliza en barnices y en tintes.

### Acetato de plomo (IV)
El acetato de plomo (IV) es un compuesto químico con la fórmula química Pb(C2H3O2)4. Es una sal del ácido acético muy utilizada como reactivo en química orgánica.

## Acetato de calcio
El acetato de calcio es la sal de calcio del ácido acético. Tiene la fórmula Ca(CH3COO)2·H2O. Su nombre estándar es etanoato de calcio.

## Acetato de etilo
El acetato de etilo o etanoato de etilo es un éster. Su aspecto es incoloro y similar al del agua, Tiene un olor penetrante y en muchos casos desagradable. Su fórmula es la siguiente CH3-COO-CH2-CH3.

## Acetato de polivinilo o PVA
El acetato de polivinilo o PVA, más conocido como "cola o adhesivo vinilico", es un polímero obtenido mediante la polimerización del acetato de vinilo, descubierto por el químico Fritz Klatte en 1912.

## Acetato de vinilo
El acetato de vinilo, también conocido como VAM, es un líquido transparente e incoloro. Tiene un aroma de frutas dulce y agradable, pero su olor puede ser fuerte e irritante para ciertas personas. Es posible oler fácilmente el acetato de vinilo cuando la sustancia se encuentra a concentraciones en el aire de alrededor de 0,5 ppm (una parte de acetato de vinilo en 2 millones de partes de aire).

## Acetato de ciproterona
El acetato de ciproterona es un derivado de la progesterona al que se le conocen propiedades antiandrogénicas.